# エル・バジェ駅

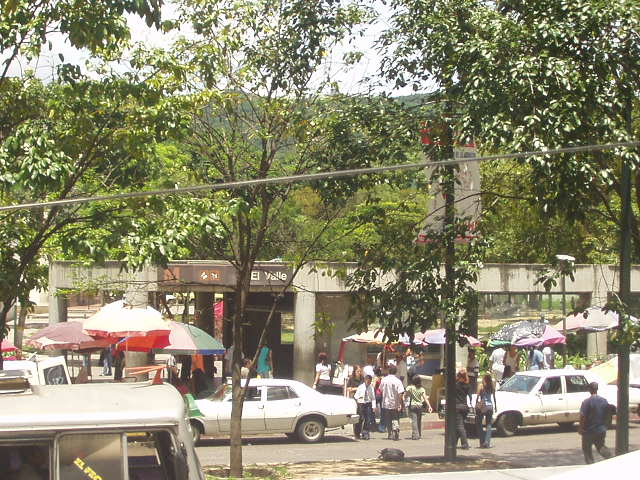
駅入り口 (2004年7月)

エル・バジェ駅（エル・バジェえき、Estación El Valle) はベネズエラのカラカスにあるカラカス地下鉄3号線の地下鉄駅で、3号線の終点にある。首都地区リベルタドル市エルバジェ区に位置する。駅名は付近のエル・バジェ川に由来し、バジェはスペイン語で「谷」を意味する。1994年12月18日開業。

## 駅の構造
相対式2面2線のホーム。地下2階がホーム、地下1階が改札と切符売り場である。

## 駅の周辺
駅はインテルコム・デ・バジェ通りの下にある。エル・バジェ川が東方を流れる。駅のそばにショッピングセンター、周辺と通りの南沿いに高層住宅がある。さらにその周りはバリオである。

## 隣の駅
ラ・バンデーラ駅 - エル・バジェ駅